# Laura Rius
Laura Rius Aran (Barcelona, 1991) és una directora de cinema catalana, productora executiva, directora de fotografia, muntadora i guionista de pel·lícules com Les amigues de l'Àgata i El jardí.

## Biografia
Ríus es va graduar en Comunicació Audiovisual per la Universitat Pompeu Fabra de Barcelona. El seu treball de finalització de carrera va ser la pel·lícula Les amigues d'Àgata que va dirigir al costat de Laia Alabart, Alba Cros i Marta Verheyen, i per la qual van guanyar el premi Abycine Indie en el Festival Internacional de Cinema d'Albacete, entre altres reconeixements i nominacions.
La pel·lícula s'ha convertit en un retrat perfecte sobre l'evolució emocional de quatre amigues abans de complir els 20 anys, al moment de passar de l'institut a la universitat. La manera de narrar la pel·lícula d'una forma completament nova els ha valgut a les seves quatre directores ser reconegudes amb esments especials per la crítica.

## Filmografia
- 2015: Les amigues de l'Àgata (direcció)
- 2016: La nuit d'Émile (Curt) (Ajudant muntatge)
- 2017: Júlia ist (agraïments)

## Premis
El 2014, la pel·lícula Les amigues d'Àgata va rebre el Premi Abycine Indie en el Festival Internacional de Cinema d'Albacete. També va obtenir l'esment especial del Jurat de la Crítica ACCEC i el Premi de Jurat Jove, en el Festival Internacional del Cinema de Tarragona REC 2015 i, en el mateix any, el Premi del Públic en el Festival de Cinema d'Autor de Barcelona. En els Premis Gaudí, va rebre la nominació a la millor pel·lícula.